# سنتر كلاس

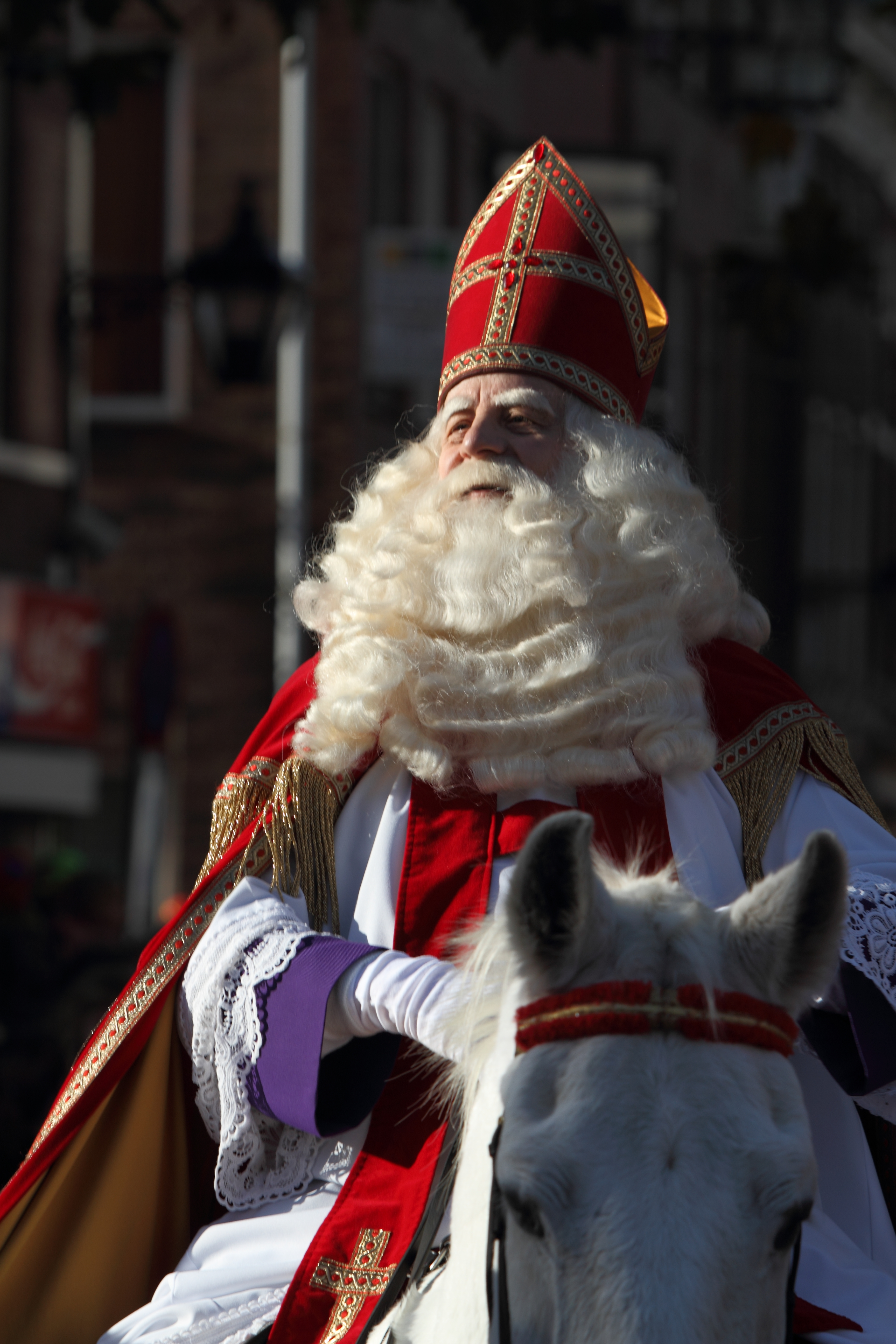
قدوم سنتر كلاس إلى بلدة سخيدام الهولندية في عام 2008.

سنتر كلاس (بالهولنديَّة: Sinterklaas أو Sint-Nicolaas أو De Goedheiligman؛ بالفرنسيَّة: Saint-Nicolas) هي شخصية تاريخية وفلكلورية ومن تقاليد عيد الميلاد في هولندا وبلجيكا، والتي تحضر الهدايا للأطفال في عشية القديس نقولا (5 ديسمبر) في تقاليد هولندا الشمالية (البروتستانتية تقليديًا)، أو في صباح اليوم التالي حسب تقاليد هولندا الجنوبية (الكاثوليكية تقليديًا)، وفي بلجيكا، ولوكسمبورغ، وفرنسا الشمالية (فلانديرز الفرنسية، ولورين وارتواز). وينتشر تقليد سنتر كلاوس أيضًا في أراضي الإمبراطورية الهولندية السابقة بما في ذلك في أروبا، وبونير، وكوراكاو وسورينام.
تعود أصول شخصية سنتر كلاس إلى القديس نقولا؛ هو أسقف يوناني تعززت شهرته ليصبح من كبار القديسين بين المسيحيين. كان أسقفا على مدينة ميرا ليكيا في آسيا الصغرى، شارك في المجمع المسكوني الأول.
كما يعد سنتر كلاس المصدر الرئيسي لشخصية بابا نويل أو سانتا كلوز؛ وهي شخصية ترتبط بعيد الميلاد، والذي يقوم يتوزيع الهدايا على الأولاد أثناء هبوطه من مداخن مدافئ المنازل أو دخوله من النوافذ المفتوحة وشقوق الأبواب الصغيرة.

## روابط خارجية
- سنتر كلاس على موقع ميوزك برينز (الإنجليزية)